# Kurt Luis Hess
Kurt Luis Hess (* 3. Oktober 1908 in Erfurt; † 9. Februar 2010 in Sosúa), geboren als Kurt Ludwig Hess, war ein dominikanischer Landwirt und Schulleiter deutscher Herkunft.

## Leben
Kurt Ludwig Hess entstammte einer jüdischen Fabrikantenfamilie aus dem Bereich der Schuhbranche. Sein Großvater Louis Hess (1850–1915) und dessen Bruder Maier Hess (1849–1915) gründeten 1878 die zweitgrößte Schuhfabrik Deutschlands, die Maier & Louis Hess Schuhfabrik in Erfurt. Seine Eltern waren Adolf und Elsbeth Hess, beide in Erfurt wohnhaft. Entgegen dem Wunsch seiner Familie nach einer Mitarbeit im Schuhunternehmen des Onkels Alfred Hess (1879–1931) interessiert er sich für Sprachstudien in der Schweiz. Er lernte Französisch, Englisch und Spanisch. Zur Perfektionierung seiner Fähigkeiten bereiste er auch die Vereinigten Staaten und verschiedene europäische Länder. Nach Abschluss des Studiums war er als Reisevertreter der Schuhfabrik in Erfurt tätig. Doch das währte nicht lange.
Nachdem 1. April 1933, als SA-Männer den reichsweiten Boykott gegen jüdische Geschäfte auch in Erfurt durchsetzten, flüchtete der gerade 24-jährige nach Ibiza. Dort eröffnete Kurt Luis Hess eine Bar mit einem Restaurant namens Bar Puerto. Doch nach Ausbruch des spanischen Bürgerkrieges musste er Ibiza verlassen; er übersiedelte nach Paris, wo er dank seiner guten Sprachkenntnisse eine Anstellung als Pharmavertreter fand.
Nachdem seine Aufenthaltsgenehmigung für Paris 1939 nicht mehr verlängert worden war, nahm er ein Angebot des dominikanischen Diktators Rafael Leónidas Trujillo Molina an, der angeblich aus humanitären Gründen 100.000 Juden aufnehmen wollte, die vor den Nationalsozialisten flüchteten. Tatsächlich strebte Trujillo eine Vermischung der „weißen Juden mit der dunkelhäutigen Bevölkerung“ des Landes an, um diese „aufzuweißen“.
Hess reiste per Schiff von Bordeaux nach Puerto Plata, wo er Englisch an die Dominikaner sowie Spanisch an die jüdischen Flüchtlinge unterrichtete. Im Juni 1940 zog Hess nach Sosúa, wo er anfangs als Kontaktmann für die Dominican Republic Settlement Association (DORSA) arbeitete, welche die Ansiedlung von vor allem alleinstehenden jüdischen Männern vorbereitete. In der Folge baute Hess die Schule Cristóbal Colón mit auf, unterrichtete Sprachen und wurde später zum Schulleiter bestellt. Seit 2001 trägt die Privatschule seinen Namen. Zusätzlich brachte Hess es als Nebenerwerbslandwirt auf 80 Kühe. Luis Hess heiratete 1941 Ana Julia Silva aus Puerto Plata. Mit ihr hatte er zwei Söhne, und zwar Franklin, der in Deutschland studierte und später Professor für Wirtschaft wurde sowie Cecil, der in den Vereinigten Staaten studierte und Ingenieur wurde. Kurt Luis Hess war der Neffe des Kunstsammlers und Kunst-Mäzens Alfred Hess.
Am 10. April 2006 wurde Kurt Luis Hess vom deutschen Botschafter in der Dominikanischen Republik Karl A. Köhler vor allem wegen seines Einsatzes für eine Verbesserung der Beziehungen zwischen der Dominikanischen Republik und Deutschland mit dem Verdienstkreuz erster Klasse des Verdienstordens der Bundesrepublik Deutschland ausgezeichnet.